# Савар, Марк
Марк Савар (фр. Marc Savard; 17 июля 1977, Оттава, Канада) — бывший канадский хоккеист, центральный нападающий, обладатель Кубка Стэнли-2011 в составе «Бостон Брюинз». Тренер команды «Торонто Мейпл Лифс»

## Биография

### Взрослая карьера
На драфте НХЛ 1995 года был выбран в 4 раунде под общим 91 номером командой «Нью-Йорк Рейнджерс». 26 июня 1999 года был обменян в «Калгари Флэймз». 15 ноября 2002 года был обменян в «Атланту Трэшерз». 1 июля 2006 года как неограниченно свободный агент подписал контракт с «Бостон Брюинз».
7 марта 2010 года в матче против «Питтсбург Пингвинз» Савар получил сотрясение мозга в столкновении с Мэттом Куком. Судьи не наказали Кука штрафом, а 10 марта Колин Кэмпбелл заявил, что лига не будет дисквалифицировать или штрафовать Кука. Этот силовой приём и его последствия были частью ключевых оснований внесения в НХЛ нового правила по борьбе с ударами в голову. Савар не был доставлен в больницу после инцидента, но остался в отеле в Питтсбурге на ночь, прежде чем вернуться в Бостон на следующий день.
23 января 2011 года Савар получил второе сотрясение мозга от Мэтта Ханвика в игре против «Колорадо Эвеланш». После того как он получил второе сотрясение за 10 месяцев, «Брюинз» решили отправить Марка в лазарет до конца сезона. «Медведи» выиграли Кубок Стэнли, победив «Ванкувер Кэнакс» в семи играх. Из-за повторяющихся симптомов контузии, Савар не смог поехать в Ванкувер, чтобы принять участие в праздновании победы вместе с командой на льду, но он присоединился к ним в Бостоне на официальном параде празднования победы.
Несмотря на то, что он не сыграл необходимое количество игр, его имя было выгравировано на Кубке Стэнли по ходатайству «Брюинз» лиге. Савар получил кубок в пользование на 1 августа 2011 года и привёз его в свой родной город Питерборо, Онтарио, в то же время он объявил, что всё ещё страдает от последствий травмы. 31 августа 2011 года было объявлено, что Савар пропустит сезон 2011/12. Генеральный менеджер клуба Питер Чиарелли сказал: «Основываясь на том, что я вижу, что я слышу, что я читал, и то, что я сказал, очень маловероятно, что Марк будет играть снова».
1 июля 2015 года его контракт с «Брюинз» был включён в сделку по обмену Джимми Хейза из «Флориды Пантерз» на Рейли Смита из-за потолка зарплат, в результате чего права на Савара перешли к «Пантерам».

### Тренерская карьера
23 января 2018 года объявил о завершении своей карьеры и намерении стать тренером. После двух лет работы ассистентом главного тренера «Сент-Луис Блюз» 24 августа 2021 года был назначен тренером юниорской команды «Уинсор Спитфайрз» из Хоккейной лиги Онтарио..

## Достижения
- Обладатель Кубка Стэнли 2011 года[15]
- Участник Матча всех звёзд НХЛ 2008 и 2009 годов
- Обладатель Эдди Пауэрс Мемориал Трофи (лучший бомбардир OHL) 1995 и 1997 годов
- Лучший бомбардир года CHL 1995 года
- Лидер «Ошава Дженералз» по набранным очкам — 413 в 238 играх
- Рекордсмен «Атланта Трэшерз» по отданным передачам за сезон — 69 в сезоне 2005/06

## Статистика
```
                                            
                                            --- Regular Season ---  ---- Playoffs ----
Season   Team                        Lge    GP    G    A  Pts  PIM  GP   G   A Pts PIM
--------------------------------------------------------------------------------------
1993-94  Oshawa Generals             OHL    61   18   39   57   24   5   4   3   7   8
1994-95  Oshawa Generals             OHL    66   43   96  139   78   7   5   6  11   8
1995-96  Oshawa Generals             OHL    47   28   59   87   77   5   4   5   9   6
1996-97  Oshawa Generals             OHL    64   43   87  130   94  18  13  24  37  20
1997-98  Hartford Wolf Pack          AHL    58   21   53   74   66  15   8  19  27  24
1997-98  New York Rangers            NHL    28    1    5    6    4  --  --  --  --  --
1998-99  New York Rangers            NHL    70    9   36   45   38  --  --  --  --  --
1998-99  Hartford Wolf Pack          AHL     9    3   10   13   16   7   1  12  13  16
1999-00  Calgary Flames              NHL    78   22   31   53   56  --  --  --  --  --
2000-01  Calgary Flames              NHL    77   23   42   65   46  --  --  --  --  --
2001-02  Calgary Flames              NHL    56   14   19   33   48  --  --  --  --  --
2002-03  Calgary Flames              NHL    10    1    2    3    8  --  --  --  --  --
2002-03  Atlanta Thrashers           NHL    57   16   31   47   77  --  --  --  --  --
2003-04  Atlanta Thrashers           NHL    45   19   33   52   85  --  --  --  --  --
2004-05  Bern                        Swiss   5    1    2    3    0  --  --  --  --  --
2004-05  Thurgau                     Swiss  13    9   19   28   10
2005-06  Atlanta Thrashers           NHL    82   28   69   97  100  --  --  --  --  --
2006-07  Boston Bruins               NHL    82   22   74   96   96
2007-08  Boston Bruins               NHL    74   15   63   78   66   7   1   5   6   6
2008-09  Boston Bruins               NHL    82   25   63   88   70  11   6   7 	13   4
2009-10  Boston Bruins               NHL    41   10   23   33   14   7   1   2   3  12
2010-11  Boston Bruins               NHL    25    2    8   10   29  --  --  --  --  --
--------------------------------------------------------------------------------------
         NHL Totals                        807  207  499  706  737  25   8  14  22  22

```